# Publius Cornelius Scipio Africanus
Publius Cornelius Scipio Africanus (Róma, Kr. e. 235 körül – Róma, Kr. e. 187/183 körül) az egyik legjelentősebb köztársaságkori római politikus és hadvezér, a patricius származású Cornelia gens tagja volt. Atyja, Publius, valamint fivére, Lucius Asiaticus szintén elérte a consuli rangot.

## Scipio és az utókor
Születési dátumát onnan tudjuk meghatározni, hogy amikor Kr. e. 210-ben megkapta a proconsuli méltóságot – anélkül, hogy előtte consul vagy akár praetor lett volna –, mindössze 24 éves volt. Polübiosz 27 évesnek mondja ekkor, ám ezzel ellentmondásba keveredik a korábbi, liviusi verzióval egybevágó közlésével, miszerint Kr. e. 218-ban 17 éves volt. Livius feljegyezte róla, hogy rendkívül vallásos volt, és miután felvette a toga virilist, minden fontosabb közügyi lépés előtt a Capitoliumon, az istenek templomai közelében tartózkodott huzamosabb ideig, ezért a köznép szemében is már-már szakrális szférába emelkedett. Polübiosz tagadja vallásosságát: szerinte politikai fogás volt ez a részéről a tömegek megnyerésére.

## Az ifjú politikus
Először a II. pun háború során hallunk róla, Kr. e. 218-ban, amikor épp consuli hivatalban levő apja a ticinusi csatában vereséget szenvedett Hannibáltól, és állítólag a fiatal Publius mentette meg az életét (igaz, más források egy ligur rabszolgának tulajdonítják a hőstettet). Nem követte apját és annak bátyját, Cnaeus Calvust a hispaniai hadjáratra.
Kr. e. 216-ban katonai tribunusi rangban vett részt a tragikus kimenetelű cannaei ütközetben. A kevés életben maradt tiszt egyikeként Appius Claudiusszal együtt ő vezette Canusiumba a sereg maradékait. A nevéhez fűződik a rémületükben Itáliából menekülni vágyó előkelőségek tervének megakadályozása.
Kr. e. 212-re már olyan népszerűségre tett szert, hogy egyhangúlag választották aedilisszé. Büszke természete már ekkor éreztette hatását: amikor a néptribunusok arra hivatkozva, hogy túl fiatal, meg akarták semmisíteni a döntést, így válaszolt: „Ha minden polgár aedilisszé akar tenni, akkor elég idős vagyok.”
Kr. e. 211-ben a punok elleni harcban mind Scipio apja, mind legatusként szolgáló nagybátyja elesett. Helyettesítésükre Caius Claudius Nerót küldték ki propraetori rangban, de egyúttal intézkedtek az itteni római hadak megerősítéséről is egy proconsul vezetése alatt. A veszélyes feladat elvállalására a történet szerint nem akadt elég tapasztalt vagy merész hadvezér, így a népgyűlés az ezt látva lelkesen jelentkező, alig 24 éves Scipiót tette meg proconsullá Kr. e. 211 végén vagy Kr. e. 210 elején.

## Hispaniai hadjárat
Kr. e. 210 nyarán, Scipio érkezésekor az Ebrótól (Iberus) délre eső terület karthágói ellenőrzés alatt állt, azonban a három pun hadvezér, Mago, fivére, Hasdrubal és Gisco fia Hasdrubal között ellentétek feszültek, és az Ibériai-félsziget egymástól távol eső pontjain a saját szakállukra hadakoztak. Scipio nem egyesével számolt le velük, hanem mindjárt központjuk, Carthago Nova ellen indított csapást. Az akciót teljes titokban készítette elő, csak bizalmasának, Caius Laelius flottaparancsnoknak árulva el a pontos célt. A római hadak rendkívül gyors meneteléssel meglepték a város pun helyőrségét, és még a felmentő sereg érkezése előtt megszerezték a várost. A hispaniai törzsek karthágóiaknak adott túszai is a kezükbe kerültek, de ha népük nevében hűséget esküdtek a rómaiaknak, váltságdíj nélkül szabadon engedték őket. A városban jelentős hadfelszerelés- és hadtápkészletekre is sikerült szert tennie Scipio hadainak, amelyek háborítatlanul visszatérhettek Tarraco városába, ahonnan az év hátralevő részében ki sem mozdultak.
A pun hadvezérek passzivitására a források nem adnak magyarázatot. A római sereg még nem volt elég erős a nyílt összecsapáshoz, az ifjú hadvezér pedig igyekezett minél több helyit megnyerni a punok ellen. (Az Itáliában hadakozó Hannibál is ezt a taktikát követte, mivel csak kevés katonája tudott átkelni az Alpokon, ezért Rómával ellenséges gallokat és germánokat kellett zsoldjába fogadnia, továbbá lázította a római szövetségeset.) A fiatal és energikus tiszt minden várakozást felülmúlóan teljesítette célkitűzését: rengeteg hispán törzs csatlakozott hozzá, és amikor Kr. e. 208-ban megindította hadmozdulatait, a korábban lehető leghűségesebb szövetségesnek bizonyuló Indibilis és Mandonius erős népei is átálltak a punok oldaláról a rómaiakéra. Scipio célpontja ezúttal a Baecula városában állomásozó Barkasz fia Hasdrubal volt, aki a Guadalquivir völgyében addig igyekezett minél nagyobb mennyiségű ezüstöt kitermeltetni, hogy majd csatlakozhasson fivéréhez, Hannibalhoz Itáliában. Hiába kerülte azonban a csatát: a római hadvezér támadásba lendült, és a baeculai összecsapásban győzelmet aratott. Sikere azonban nem volt teljes, ugyanis Hasdrubal hadainak jó része és minden elefántja eljutott Észak-Hispaniába. Mago és a másik Hasdrubal megakadályozta a rómaiakat, hogy üldözzék a seregüket kiegészítve Itáliába induló punokat. Az is elképzelhető, hogy a római hadak nem álltak készen az átkelésre a Pireneusokon, más elméletek szerint a becsvágyó Scipio Hispaniát egymaga akarta pacifikálni. Akárhogy is volt, délen teleltette át a hadait.
Kr. e. 207-ben komoly pun erősítés érkezett a területre Hanno vezetésével, aki csatlakozott Magóhoz, és északra vonultak a keltibéreket a maguk oldalára állítani. Az ellenük kiküldött Silenus propraetor azonban Celtiberia területén legyőzte a sereget, ami visszavonult délre, és Baeticában csatlakozott Hasdrubalhoz. A punok jól erődített városokban osztották szét erőiket, és egyelőre nem kockáztattak nyílt ütközetet, így Scipio nem érhetett el nagyobb sikereket. Meg kellett elégednie azzal, hogy fivére, Lucius bevette Oringis városát. A római sereg a következő évben, Kr. e. 206-ban aratott döntő győzelmet az ilipai ütközetben. A fényes diadal eredményeképp jóformán csak Gades (Cádiz) maradt pun kézen, és helyi törzsek tömegei csatlakoztak a rómaiakhoz. Scipio ekkor elérkezettnek látta az időt kiterjeszteni a háborút Afrika területére, hogy ezzel kiprovokálja Hannibal távozását Itáliából. Hogy sikere biztos legyen, a numidiai király, Syphax udvarába utazott. Gisco fia Hasdrubal azonban előbb odaért, és többoldalú tárgyalások után a numida uralkodó a punok mellett döntött. Scipio visszatért Hispaniába, ahol távollétében fellázadtak a hispánok. Az okokat egy forrás sem részletezi, de feltehetően a még mindig Gadesben tartózkodó Mago buzdította felkelésre az újsütetű szövetségeseket. Kr. e. 205-re rövid úton sikerült leverni a hispánokat, noha Scipio betegségét kihasználva a rablás és pusztítás lehetőségétől megfosztott római katonák is lázongani kezdtek. A felépült hadvezér leszámolt minden ellenállással, kegyetlen bosszút állva Illiturgi városán, melynek kulcsszerepe volt a lázongásban.

## A consuli év
Mivel Gadest közben kiürítették a punok (Mago a Baleár-szigetek érintésével Liguriában szállt partra), Hispaniában nem maradt ellenség. Scipio hazatért Rómába, a hispánok kapitulációját már utódai a proconsuli hivatalban, Lucius Cornelius Lentulus és Lucius Manlius Acidinus fogadták. Kr. e. 205-ben a harmincéves, praetori magistraturát nem viselt Scipiót a centuriák egyhangú szavazással consullá választották. Társa Publius Licinius Crassus pontifex maximus lett, aki papi méltóságából adódóan nem hagyhatta el Itáliát, egy esetleges külső háború vezetése így csak Scipióra hárulhatott.
A senatus Szicília élére nevezte ki a consult, és engedélyezte számára egy esetleges afrikai expedíció indítását, ám nem biztosított hozzá megfelelő mennyiségű katonát – talán félelemből, talán féltékenységből a fiatal politikus sikerei miatt. A hősként tisztelt hadvezér zászlói alá azonban a senatus tervét keresztülhúzva a lelkes itáliai szövetségesek számos önkéntese gyűlt, így a várakozások ellenére Scipio haddal és flottával kelhetett át Szicíliába. Közben otthoni ellenzéke mindent megtett a megbuktatására: a régi római erkölcsök sárba tiprásának minősítették gazdag életstílusát, és elítélték rajongását a görög kultúra és irodalom iránt, melyek – támadói szerint – elpuhították, és elvonták figyelmét a katonai felkészülésről. Felrótták neki azt is, hogy miután segédkezett a dél-itáliai Locri városának elfoglalásában, ott hagyott legatusa, Quintus Pleminius visszaéléseket követett el a helyiek ellen. A senatus a vádak hallatán vizsgálóbizottságot küldött ki Szicíliába, ami Kr. e. 204 elején érkezett meg.
A híradások szerint a tapasztaltak lenyűgözték a kiküldötteket. Scipio ugyanis a téli időszakot a hadsereg és a flotta felkészítésével töltötte, és jelentős tartalékokat gyűjtött a támadásához. Még arra is volt gondja, hogy felvegye a kapcsolatot a Hispaniában megismert és Róma-baráttá vált numidiai Masinissával, és meggyőzze őt a támogatásáról. Az áskálódók célja így éppen a visszájára fordult: a bizottság nemhogy visszahívta, de a minél gyorsabb cselekvésre ösztönözte a hadvezért.

## Az afrikai expedíció
Kr. e. 204-ben a proconsuli rangot kapott Scipio Lilybaeumból indulva partra szállt Afrikában, nem messze Utica városától. Ezt, bár kisebb sikereket elért, Masinissa támogatása ellenére sem sikerült bevennie az év végéig, így egy megerősített emelkedésen vert tábort télire. Közben a punok és a hű numidák Syphax és Gisco fia Hasdrubal vezetésével sereget gyűjtöttek, ám mielőtt általános támadásba lendülhettek volna Kr. e. 203-ban, a helyzetükről tudomást szerzett Scipio éjszaka felégette táboraikat. A hadvezérek visszavonultak és újabb hadsereg kiállításába fogtak, de egyúttal sikerült elérni azt is, hogy a karthágóiak visszahívják Hannibalt és Magót Itáliából.
Béketárgyalások kezdődtek, ám Scipio feltételeit ellenfelei nem akarták elfogadni, így csak fegyverszünetet hirdettek 45 napra, és pun küldöttség ment Rómába. Úgy tűnik azonban, hogy a karthágóiak nem békét akartak kötni, csak időhúzásként bocsátkoztak tárgyalásokba, mivel még a fegyvernyugvás lejárta előtt kisebb csetepaték kezdődtek pun részről, és amikor a bálványozott Hannibal megérkezett, kiújult az ellenségeskedés. Bár az afrikaiak hadereje nagyobb létszámú volt Scipio itáliai erőinél, a rómaiak jobban kiképzett és felszerelt alakulatokkal rendelkeztek. A helyzetet reálisan látó Hannibal és a háborút dicsőségesen befejezni kívánó Scipio egyaránt békére törekedett, ám a római tábornok túl kemény feltételeket szabott. A Kr. e. 202. október 29-én vívott zamai csata Scipio teljes győzelmével zárult, Karthágó behódolása pedig elkerülhetetlenné vált. A tárgyalások Kr. e. 201-ig húzódtak, de a punok végül kénytelenek voltak beleegyezni a korábbiaknál jóval szigorúbb feltételekbe.

## Róma hőse
A Kr. e. 201-ben diadalmasan hazatérő hadvezért általános örömujjongás fogadta. Ekkor kapta meg az Africanus melléknevet, de a neki szánt számos szobrot és az egyeduralom létrehozására felhasználható rendkívüli tisztségeket (például életre szóló dictatori vagy consuli rang) elutasította. A szenátusban továbbra is működött Scipio ellenzéke, amely kénytelen volt belenyugodni, hogy ünnepelt hősként Kr. e. 199-ben censor (társa Publius Aelius Paetus), Kr. e. 194-ben másodszor is consul (Titus Sempronius Longussal), Kr. e. 199-ben, Kr. e. 194-ben és Kr. e. 190-ben pedig princeps senatus legyen.
Kr. e. 193-ban tagja volt a Karthágó és Masinissa vitáit rendező hármas bizottságnak, illetve ugyanebben az évben Epheszoszba is elutazott tárgyalni III. (Nagy) Antiokhosszal, aki menedéket adott Hannibalnak. Scipio ellenezte a senatus nagy formátumú ellenfelét üldöző politikáját. Kr. e. 190-ben Laelius és Scipio fivére, Lucius volt a két consul. Mindketten az Antiokhosz elleni háború dicsőségére törtek, és Publius Africanus felajánlotta: legatusként harcol majd fivére alatt, ha ő vezeti a háborút. A senatus ennek hallatára Lucius Scipio consult bízta meg a keleti háború vezetésével, amely súlyos vereséggel végződött Antiokhosz számára, Luciusnak pedig meghozta az Asiaticus melléknevet. A híradások szerint a győzelem inkább volt a legatus érdeme, mintsem a consulé. Kölcsönös megbecsülésük jeleként Antiokhosz a háború első szakaszában ingyen szabadon engedte Scipio Africanus elfogott fiát, a legatus pedig enyhíteni igyekezett a békefeltételeket. A senatus nem is fogadta el a helyben kötött megállapodást, és jóval keményebb feltételekkel kötött békét.

## A hátralévő évek
Kr. e. 189-es hazatérésüktől kezdve a nagy Africanus a senatusi támadások céltáblájává vált. Utolsó éveinek kronológiája meglehetősen bizonytalan. Az idősebb Marcus Portius Cato Maior vezetésével megvádolták fivérével együtt, miszerint Antiokhosz megvesztegette őket, hogy enyhe feltételekkel kössenek békét, másfelől sikkasztást is rájuk akartak bizonyítani. A pereskedésnek balul ütött ki a vége: Kr. e. 187-ben Luciust először be akarták börtönözni, majd pusztán vagyona elkobzására ítélték: csak a cliensei és hívei által gyűjtött adományokból tarthatta fenn magát. Kr. e. 185-ben a pervesztéstől felbátorodott ellentábor a nagy Africanust is sebezhetőnek érezte, és megtámadta őt.
Scipio a vádbeszédre nem is reagált, hanem érdemeit sorolta oly hosszasan, hogy az a történet szerint estig eltartott, majd másnap, az ítélethirdetés előtt kijelentette, hogy a zamai győzelem évfordulóján inkább imádkozniuk kellene a Capitoliumon. A tömeg lelkesen követte őt, a tribunusok pedig Tiberius Sempronius Gracchus javaslatára lemondtak a vád felújításától. Ennek ellenére a vérig sértett politikus többé nem tért vissza Róma városába, hanem liternumi birtokán gazdálkodott. Kérésének megfelelően holttestét is itt égették el és helyezték örök nyugalomra; síremléke Livius korában még állt. Más források szerint viszont Rómában halt meg, és a családi mauzóleumba kerültek hamvai. Halálának dátuma sem pontosan megállapítható: Cicero és Livius szerint Kr. e. 185-ben, antiumi Valerius szerint Kr. e. 187-ben, Polübiosz és Rutilius szerint Kr. e. 183-ban halt meg – egy évben Hanniballal és az akháj szövetséget vezető Philopoiménnel. Ez utóbbi dátum tűnik a legvalószínűbbnek.

## Házasságai és utódai
Scipio felesége Aemilia, a Cannaenál elesett Lucius Aemilius Paullus lánya, Lucius Aemilius Paullus Macedonicus testvére volt. Négy gyermekük született, két fiú és két lány. Fiai nem vitték sokra: az ifjabb, beteges Publius augurságig, a III. Antiokhosz fogságát megjárt Lucius vagy Cnaeus nagy nehezen praetorságig jutott (Kr. e. 174), de Kr. e. 173-ban kizárták a senatusból. Publius fogadott fia volt a Karthágót később leromboló Scipio Aemilianus.
Az idősebbik Cornelia másodunokatestvére, Scipio Nasica Corculum kétszeres consul, censor és pontifex maximus felesége lett, az ifjabbik pedig idősebb Tiberius Gracchushoz ment hozzá – rajta keresztül Scipio Africanus lett a két reformer tribunus, Tiberius Gracchus és Caius Gracchus nagyapja.